# Hobbes Dino Cecchini
Hobbes Dino Cecchini (* 10. Mai 1906 in Lucca; † 23. Juli 1986 in Alghero, Provinz Sassari) war ein italienischer Drehbuchautor und Filmregisseur.

## Leben
Cecchini wirkte als Journalist und Lustspieldichter und kam zur Unzeit zum Film; 1943 war er zunächst Regieassistent, dann Drehbuchautor für Giacomo Gentilomo und wurde dann einer der für die Republik von Salò arbeitenden Regisseure. Seine beiden Filme, die 1945 entstanden, wurden von Marcello Albani bzw. Francesco De Robertis beaufsichtigt. Nach dem Zweiten Weltkrieg konnte er nur noch ein Drehbuch realisieren.

## Stücke (Auswahl)
- Il medico e la pazza[3]
- Dottor… la buscia!!![4]

## Filmografie (Auswahl)
- 1945: Fiori d'arancia
- 1945: Vi saluto dall'altro mondo